# Nanometrologia

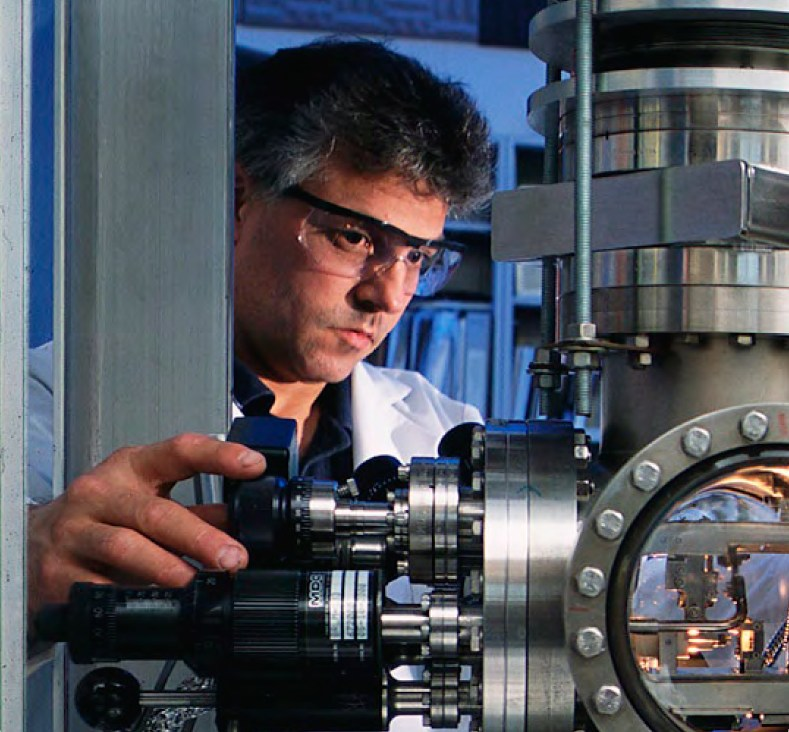
Ricerca al NIST sulla nanometrologia di prossima generazione.

La nanometrologia è un sottocampo della metrologia riguardante la scienza della misurazione a livello di nanoscala. La nanometrologia ha un ruolo cruciale nella produzione di nanomateriali e dispositivi con un alto grado di precisione e affidabilità nella nanofabbricazione.
Una sfida in questo campo è rappresentata dallo sviluppo e dalla creazione di nuove tecniche di misurazione e standard che soddisfino le esigenze di fabbricazione di prossima generazione, basate sulla tecnologia e sui materiali in scala nanometrica. La necessità di misurazione e caratterizzazione di nuove strutture campione e caratteristiche superano di gran lunga le capacità della scienza della misurazione attuale. Per quanto concerne i settori emergenti dell'industria nanotecnologica statunitense, i progressi attesi richiederanno una metrologia rivoluzionaria con una maggiore risoluzione e precisione di quella prevista precedentemente. 